# Ніканор Парра
Ніканор Сегундо Парра Сандовал (5 вересня 1914 — 23 січня 2018) — чилійський фізик і поет. Його вважали одним із найвпливовіших іспаномовних чилійських поетів ХХ століття.
Парра називав себе «антипоетом» через свою огиду до помпезної претензійності багатьох зразків поезії. Після своїх декламацій він казав: «Me retracto de todo lo dicho» («Я беру назад усе, що сказав»).

## Біографія

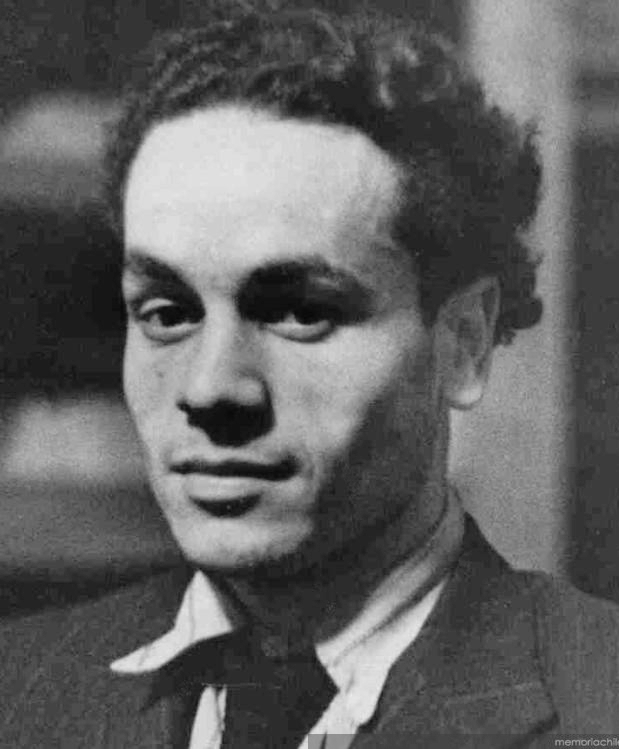
Парра в 1935 році

Парра, син шкільного вчителя, народився в 1914 році в Сан-Фабіан-де-Аліко, поблизу Чильяна, Чилі. Він походив із мистецької родини, члени якої були виконавцями, музикантами, художниками і письменниками. Його сестра, Віолета Парра, була народною співачкою, як і його брат Роберто Парра Сандовал.
У 1933 році він вступив до Педагогічного інституту Чилійського університету, по закінченні якого в 1938 році (через рік після публікації своєї першої книги, Cancionero sin Nombre — Пісенник без назви) отримав кваліфікацію викладача математики та фізики. Після викладання в чилійських середніх школах у 1943 році він вступив до Університету Брауна в США, щоб вивчати фізику. У 1948 році він вступив до Оксфордського університету, щоб вивчати космологію. 1952 року він повернувся на батьківщину на посаду професора Університету Чилі. Парра працював професором теоретичної фізики в Університеті Чилі з 1952 по 1991 рік, а також був запрошеним професором в Університеті штату Луїзіана, Нью-Йоркському університеті та Єльському університеті. Читав свої вірші в Англії, Франції, Мексиці, на Кубі, у США. Видав десятки книжок.
У молодості його творчість підтримували Габріела Містраль і Пабло Неруда. Він привернув увагу Містраль, коли вона відвідала Чіллан. На честь неї, як першої нобелівської лауреатки Латинської Америки, пролунав національний гімн; на завершення Парра вискочив на сцену і продекламував вірш, який написав для неї минулої ночі. Містраль, стоячи під гімн, залишався стояти, доки Парра не закінчив, а пізніше відрекомендувала його впливовим людям у Сантьяго як майбутнього поета світового значення. 1954 року Неруда організував видання збірки Парра Poemas y Antipoemas («Вірші й антивірші») у Буенос-Айресі.
Poemas y Antipoemas — класика латиноамериканської літератури, одна з найвпливовіших іспанських поетичних збірок ХХ століття. Її цитують як джерело натхнення для американських авторів-бітників на кшталт Аллена Гінзберга.

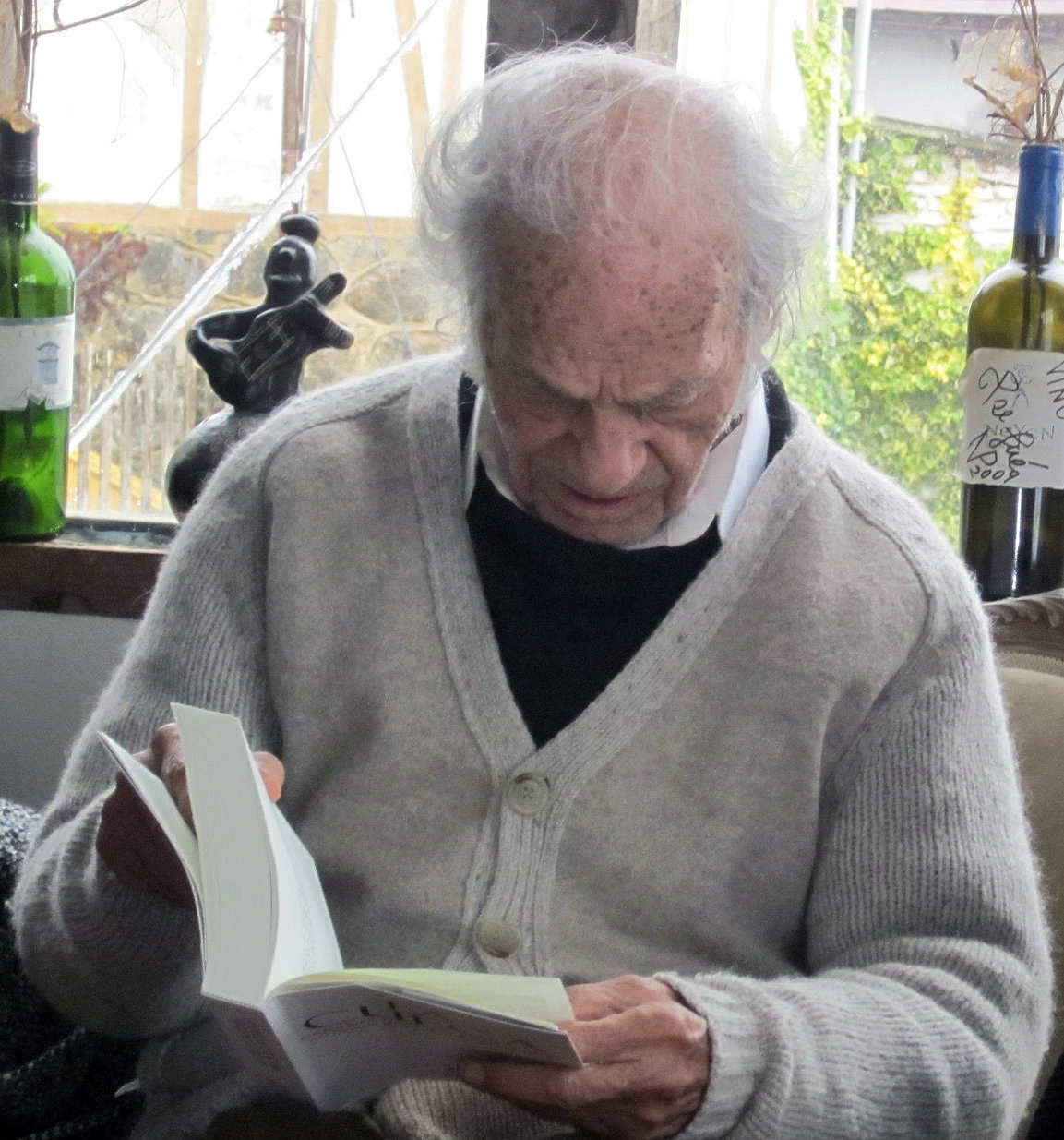
Ніканор Парра у віці 100 років

Вигаданий персонаж на ім'я Парра з'явився в автобіографічному фільмі Алехандро Ходоровскі «Нескінченна поезія» (2016).
Парра помер 23 січня 2018 року о 7:00 ранку в Ла Рейні в Сантьяго у віці 103 років.

## Нагороди
Парру чотири рази пропонували на Нобелівську премію з літератури. 1 грудня 2011 року Парра отримав премію Сервантеса Міністерства культури Іспанії, найважливішу літературну премію в іспаномовному світі. 7 червня 2012 року він отримав іберо-американську поетичну премію Пабло Неруди.

## Твори
- Cancionero sin nombre (Пісенник без імені), 1937.
- Poemas y antipoemas (Вірші й антивірші), 1954; Nascimento, 1956; Cátedra, 2005,ISBN 978-84-376-0777-1
- La cueca larga, 1958
- Versos de salon (Салонні вірші), 1962
- Маніфест (Маніфест), 1963
- Obra gruesa , 1969
- Los profesores (Вчителі), 1971
- Artefactos (Артефакти), 1972
- Sermones y prédicas del Cristo de Elqui (Проповіді та вчення Христа з Елькі), 1977
- Nuevos sermones y prédicas del Cristo de Elqui (Нові проповіді та вчення Христа з Елькі), 1979
- El anti-Lázaro (Анти-Лазар), 1981
- Plaza Sésamo (Вулиця Сезам), 1981 рік
- Poema y antipoema de Eduardo Frei (Вірш і антивірш Едуардо Фрея), 1982
- Cachureos, ecopoemas, guatapiques, últimas prédicas, 1983
- Chistes parRa desorientar a la policía/poesía (Жарти, щоб заплутати поліцію/поезія), 1983
- Coplas de Navidad (Різдвяні куплети), 1983
- Poesía política (Політична поезія), 1983
- Hojas de Parra (Виноградне листя / Сторінки Парра (іспанський каламбур)), 1985
- Nicanor Parra: biografía emotiva (Ніканор Парра: Емоційна біографія), Ediciones Rumbos, 1988
- Poemas para combatir la calvicie (Вірші для боротьби з облисінням), 1993
- Páginas en blanco (Білі сторінки), 2001
- Лір, Рей і Мендіго (Лір, король і жебрак), 2004
- Obras completas I & algo + (Повне зібрання творів I і дещо більше), 2006
- Discursos de Sobremesa (Післяобідні декларації), 2006
- Obras Completas II & algo + (Повне зібрання творів II і дещо більше), 2011
- Así habló Parra en El Mercurio, entrevistas dadas al diario chileno entre 1968 y 2007 (Так говорив Парра в El Mercurio, інтерв'ю, дані чилійській газеті між 1968 і 2007 роками), 2012
- El último apaga de luz (Останній, хто пішов, вимикає світло), 2017